# Aspidogaster ijimai
Aspidogaster ijimai är en plattmaskart som beskrevs av Kawamura 1913. Aspidogaster ijimai ingår i släktet Aspidogaster och familjen Aspidogastridae. Inga underarter finns listade i Catalogue of Life.